# Margaret Chase Smith
Margaret Chase Smith (ur. 14 grudnia 1897, zm. 29 maja 1995) – amerykańska polityczka związana z Partią Republikańską. Była pierwszą kobietą reprezentującą rodzinny stan Maine w Kongresie Stanów Zjednoczonych i pierwszą kobietą w Stanach Zjednoczonych, która wygrała wybory do obu izb Kongresu. W latach 1940–1949 zasiadała w Izbie Reprezentantów jako przedstawicielka stanu Maine, zaś w latach 1949–1973 reprezentowała ten stan w Senacie Stanów Zjednoczonych.

## Życiorys
Margaret Chase Smith urodziła się jako Madeline Margaret Chase 14 grudnia 1897 roku w miejscowości Skowhegan w stanie Maine jako najstarsze z sześciorga dzieci. Jej ojciec, George Emery Chase, był fryzjerem, zaś jej matka, Carrie Murray Chase, była zatrudniona jako kelnerka, sprzedawczyni oraz pracownica fabryki obuwia. Po ukończeniu szkoły średniej w 1916 Madeline Margaret Chase pracowała jako nauczycielka, operatorka telefoniczna, urzędniczka w fabryce tekstylnej oraz w lokalnej gazecie. W 1930 roku wyszła za mąż za lokalnego polityka, Clyde’a Harolda Smitha przyjmując jego nazwisko.
Gdy Clyde Smith w 1936 roku został wybrany do Izby Reprezentantów Stanów Zjednoczonych jako przedstawiciel drugiego okręgu wyborczego w stanie Maine Margaret Smith zarządzała jego biurem w Waszyngtonie.
Wiosną 1940 roku Clyde Smith zachorował na zagrażającą jego życiu chorobę serca. Zdając sobie sprawę, że może nie podołać trudom nadchodzącej kampanii wyborczej namawiał swoją żonę, aby ubiegała się o jego mandat w wyborach powszechnych w listopadzie 1940. Gdy kongresmen Clyde Smith zmarł 8 kwietnia 1940 roku zorganizowano wybory uzupełniające, by wyłonić zastępcę na opróżnione miejsce w Izbie Reprezentantów. W prawyborach w Partii Republikańskiej, które odbyły się 13 maja 1940 roku Margaret Chase Smith pokonała swojego przeciwnika stosunkiem głosów większym niż 10 do 1, co praktycznie zapewniło jej wybór do Izby Reprezentantów, biorąc pod uwagę fakt, że okręg wyborczy, w którym startowała silnie skłaniał się ku Republikanom. W wyborach uzupełniających do Izby Reprezentantów 3 czerwca 1940 roku Partia Demokratyczna nie wystawiła nawet swojego przedstawiciela i tym samym Margaret Chase Smith wygrała je stając się pierwszą kobietą reprezentującą stan Maine w Kongresie Stanów Zjednoczonych. W Izbie Reprezentantów dokończyła kadencję męża i zasiadała kolejne cztery kadencje do 1949 roku.
W roku 1947, kiedy senator i lider republikańskiej większości Wallace White ogłosił, że nie będzie ubiegał się o kolejną, czwartą kadencję w Senacie Stanów Zjednoczonych, Smith przystąpiła do zaciętej rywalizacji w prawyborach z gubernatorem Horace’em Hildrethem o nominację Partii Republikańskiej. Dzięki skutecznej kampanii wyborczej, Margaret Chase Smith wygrała prawybory w Partii Republikańskiej, a następnie pokonała kandydata Demokratów, Adriana Scoltena zdobywając 71 procent głosów. Tym samym stała się pierwszą kobietą zasiadającą w obu izbach Kongresu.
Po miesiącach zaprzeczania plotkom, że będzie ubiegać się o nominację prezydencką lub wiceprezydencką senator Margaret Chase Smith ogłosiła w styczniu 1964 roku intencję ubiegania się o fotel prezydenta Stanów Zjednoczonych. Mimo że jej kandydatura nie cieszyła się wysokim poparciem, w 1964 roku podczas konwencji wyborczej Republikanów, stała się pierwszą kobietą w historii Stanów Zjednoczonych, której nazwisko znalazło się na nominacji na prezydenta przez jedną z dwóch głównych partii politycznych. Było to symboliczne osiągnięcie, ponieważ uzyskała poparcie zaledwie 27 delegatów i nominację uzyskał jej partyjny kolega z Senatu, Barry Goldwater.
Margaret Chase Smith zasiadała w Senacie od 1949 do 1973 roku, wygrywając wybory w 1948, 1954, 1960 i 1966. Starała się również o reelekcję w 1972 roku, jednak nieskutecznie. Jedną z przyczyn mógł być jej wiek (74 lata), podkreślany przez rywali podczas kampanii wyborczej. Po przegranych wyborach, Margaret Chase Smith powróciła do rodzinnego Skowhegan.
W 1989 roku prezydent George H.W. Bush uhonorował Margaret Chase Smith Medalem Wolności, najwyższym cywilnym odznaczeniem w Stanach Zjednoczonych.
Margaret Chase Smith zmarła 29 maja 1995 roku w rodzinnym Skowhegan w wieku 97 lat.
Margaret Chase Smith zasiadała w Senacie nieprzerwanie przez 24 lata. Był to rekord wśród kobiet aż do stycznia 2011 roku, gdy pobiła go Barbara Mikulski, senator z Maryland.